# 基菲索斯河
基菲索斯河（希腊语： 或 ）是希腊共和国阿提卡大区雅典平原上的一支常年河流。河畔多希腊国家历史文物古迹，常在希腊古诗中提及。河流东起彭特丽孔向西南方向流，经雅典市中心，沿基菲苏大街15公里（2005年后改为从街底流过），最终倒入海神大街桥下流入爱琴海萨洛尼克湾。河流全长仅32公里。希腊神话中雅典的阿波羅多洛斯（Ἀπολλόδωρος ὁ Ἀθηναῖος）说道雅典国王厄瑞克透斯（Ἐρεχθεύς）之妻，普剌克西忒亚（Πραξιθεα）的父母分别是Phrasimus（Φρασιμος）与Diogenia（Διογενεια），而其母系祖父（即之父）则是河神基菲索斯。2004年，为迎接第二十八届夏季奥林匹克运动会雅典市政府决定扩大雅典平原的公交路，兴建四道宽的基菲苏大街。